# おめでたいアヒル
『おめでたいアヒル』（原題：Happy Go Ducky, 1958年1月3日）は『トムとジェリー』の作品のひとつ。番組によっては『イースターの朝』と言うサブタイトルで放送。

## スタッフ
- 製作・監督 - ウィリアム・ハンナ　ジョセフ・バーベラ
- 作画 - ケネス･ミューズ、ビル・シペック、ケン・サウスワース、ハーマン･コーエン、ルイス・マーシャル、ジェームズ・エスカランテ
- 背景 - ロバート・ジェントル
- レイアウト - ディック・ビッケンバック
- 音楽 - スコット・ブラッドリー

## 作品内容
復活祭（イースター）の朝にイースターバニーが当日の縁起物であるイースターエッグを届けてくれた。トムとジェリーはいつもの調子でこれを奪い合うが、落とした弾みで中からアヒルの子供が孵った。そのアヒルは事あるごとに「ハッピーイースター！(イースターおめでとう)（Happy Easter)」と連呼する。それだけならご愛嬌であるが、家の中で水場を見つけると泳ぎ始めるなど勝手放題なふるまいに両者は手を焼いてしまう。なんとか捕まえてバニーへ送り返そうにもいつの間にか脱出されてしまい元の木阿弥。
アヒルのお陰で家の中をめちゃくちゃにされ、業を煮やした2人は、アヒルを家から離れた公園の池に放って逃げ去ったが、何と安心して寝ている隙にアヒルが仲間を連れて戻ってきた。おまけに屋内も水浸しにされてしまう。この日は散々なイースターとなってしまったが、とうとう降参した2人は、「イースターおめでとう」と祝福しつつ得意顔で泳ぐアヒルたちを穏やかな顔で眺めるのだった。

## 登場するキャラクター
トムとジェリー
楽しいはずのイースターが自由奔放なアヒルのせいで最悪の日に。この日は卵の取り合い以外珍しくケンカをしない。
アヒルの子
イースターバニーが持ってきた卵の中から産まれてくるが、自由奔放で勝手なマネばかりしてトムとジェリーを困らせる。なお性別は旧地上波版では「メス」、それ以外は「オス」になっている。「イースターおめでとう（Happy Easter)」は名文句。
イースターバニー
イースターエッグを運んで来るウサギ。トムとジェリーの下へ卵を届けた。

## 日本でのテレビ放映
TBS系列及び他系列で、1964年～1990年頃まで時折放映された。DVD版にも収録。